# تینهول
تینهول (به سوئدی: Tenhult) یک منطقهٔ مسکونی در سوئد است که در بخش یونشوپینگ واقع شده‌است. تینهول ۲٫۴۱ کیلومتر مربع مساحت و ۲٬۹۷۷ نفر جمعیت دارد.